# Annona cherimola
Annona cherimola este o specie de plante angiosperme din genul Annona, familia Annonaceae, descrisă de Philip Miller. Conform Catalogue of Life specia Annona cherimola nu are subspecii cunoscute. În general, se crede că este nativ în Columbia, Ecuador, Peru, Bolivia și Chile, răspândind prin cultivare în Anzi și America Centrală.